# Buffalo Ballet Theater
Das Buffalo Ballet Theater ist eine Ballettkompanie in Buffalo, New York, USA. Sie wurde von dem Tänzer und Choreographen Barry Leon gegründet. Bronislawa Nijinska leitete das Buffalo Ballet Theater ab 1967.
Zahlreiche US-amerikanische Tänzer begannen hier ihre Karriere.
Solotänzer
- Donna Armistead[2]

Tänzer
- Marvin Askew[3]
- Amber Bosch[4]
- Sarah Duax[5]
- Sara Eppley[6]
- Rebekah Fontane[7]
- Sara Gelbaugh[8]
- Heidi Halt[9]
- Erinn Hughes[10]
- Rebecca Jefferson[11]
- Melanie Nasser[12]
- Libby Nord[13]
- Noelle Partusch[14]
- Kathy Pucci[15]
- Maria Rodgers[16]
- Christopher Smith[17]
- Janette Sullivan[18]
- Katie Wakeford[19]
- Paul Wegner[20]
- Jessica Wolfrum[21]

Künstlerische Leiter
- Gregory Drotar[22]

Choreographen
- Shelley Hain[23]

Lehrer
- Linda Perez[24]

Pianisten
- Doris Parsons[25]